# Liste de cimetières de guerre
Cette liste de cimetières de guerre recense les cimetières de soldats, décédés sur le champ de bataille, à l'hôpital ou en captivité, de travailleurs forcés, de victimes de bombardements et d'autres victimes de guerre dans le monde entier. Elle n'est pas exhaustive.

## Liste par pays

### Afghanistan
| Nom                             | Localité | Description                                        | Photo |
| ------------------------------- | -------- | -------------------------------------------------- | ----- |
| Cimetière britannique de Kaboul | Kaboul   | 150 tombes de soldats britanniques du XIXe siècle. |       |

### Egypte
| Nom                                        | Localité             | Description | Photo |
| ------------------------------------------ | -------------------- | --- | ----- |
| Cimetière militaire d'El Alamein           | El-Alamein           | 7 240 tombes de membres du Commonwealth (Seconde Guerre mondiale). 815 sont sans nom. 102 tombes concernent d'autres nationalités. |       |
| Cimetière militaire allemand d' El Alamein | El-Alamein           | 4 213 soldats allemands tués pendant la Seconde Guerre mondiale et 30 tués pendant la Première Guerre mondiale .                   |       |
| Cimetière militaire d'Héliopolis           | Héliopolis, Le Caire | 1788 victimes de la Seconde Guerre mondiale (Commonwealth).                                                                        |       |

### Albanie
| Nom                                    | Localité | Description                                                   | Photo |
| -------------------------------------- | -------- | ------------------------------------------------------------- | ----- |
| Cimetière militaire allemand de Tirana | Tirana   | 56 tombes de soldats allemands de la Seconde Guerre mondiale. |       |

### Algérie
| Nom                                 | Localité                                                              | Description                                                                   | photo |
| ----------------------------------- | --------------------------------------------------------------------- | ----------------------------------------------------------------------------- | ----- |
| Cimetière militaire d'Annaba        | 5 km à l'ouest d' Annaba sur la route N44 en direction de Constantine | 854 tombes (dont 18 sans nom) de soldats alliés de la Seconde Guerre mondiale |       |
| Cimetière militaire de Dely Ibrahim | 10 km au sud-ouest d' Alger sur la route de Blida                     | 564 tombes de soldats alliés de la Seconde Guerre mondiale                    |       |

### Argentine
| Nom                        | Localité     | Description | Photo |
| -------------------------- | ------------ | --- | ----- |
| Cementerio de la Chacarita | Buenos Aires | Une tombe d'un soldat du Commonwealth de la Première et onze tombes de la Seconde Guerre mondiale. La tombe de Hans Langsdorff, capitaine du navire blindé allemand Admiral Graf Spee, se trouve dans la partie allemande du cimetière. |       |

### Arménie
| Nom                                           | Localité | Description                                             | Photo |
| --------------------------------------------- | -------- | ------------------------------------------------------- | ----- |
| Cimetière des prisonniers de guerre d'Abowjan | Abowjan  | 97 tombes de prisonniers de guerre au Nagorno-Karabakh. |       |

### Azerbaïdjan
| Nom                                          | Localité | Description                                | Photo |
| -------------------------------------------- | -------- | ------------------------------------------ | ----- |
| Cimetière des prisonniers de guerre de Bakou | Bakou    | Tombes d'environ 80 prisonniers de guerre. |       |

### Australie
| Nom                                    | Localité    | Description | Photo |
| -------------------------------------- | ----------- | --- | ----- |
| Cimetière militaire de Perth et annexe | Perth       | 16 tombes de membres du Commonwealth de la Première Guerre mondiale et 475 de la Seconde Guerre mondiale. Dans une partie séparée 7 tombes de soldats néerlandais. |       |
| Cimetière de guerre de Wagga Wagga     | Wagga Wagga | 82 tombes de l'armée australienne (armée de terre et armée de l'air). Seconde guerre mondiale.                                                                     |       |

### Bahamas
| Nom                           | Localité                                                                  | Description                                                                 | Photo |
| ----------------------------- | ------------------------------------------------------------------------- | --------------------------------------------------------------------------- | ----- |
| Cimetière militaire de Nassau | Nassau (Bahamas) . Près de Farrington Road dans le quartier d'Oakesfield. | 60 tombes de soldats du Commonwealth (Première et Seconde Guerre mondiale). |       |

### Bangladesh
| Nom                                 | Localité   | Description | Photo |
| ----------------------------------- | ---------- | ----------- | ----- |
| Cimetière militaire du Commonwealth | Chittagong |             |       |

### Belgique
| Nom                                             | Localité                                | Description | Photo |
| ----------------------------------------------- | --------------------------------------- | --- | ----- |
| Cimetière militaire allemand                    | Recogne à Bastogne                      | Seconde Guerre mondiale ː 6 804 membres de la Wehrmacht . |       |
| Cimetière militaire de Koelberg                 | Geluwe                                  | Un petit cimetière de guerre allemand de la Première Guerre mondiale, fermé en 1958.                                                                               |       |
| Cimetière militaire américain de Henri-Chapelle | Henri Chapelle                          | 7 989 soldats de la Seconde Guerre mondiale. |       |
| Cimetière militaire allemand                    | Hooglede                                | 8 241 soldats allemands (Première Guerre mondiale). |       |
| Cimetière militaire allemand de Langemark       | Langemark                               | Après des délocalisations, aujourd'hui, 44 324 soldats allemands de la Première Guerre mondiale.                                                                   |       |
| Cimetière britannique de Poel Chapel            | Chapelle de Langemark-Poel              | 7 478 soldats du Commonwealth ( Première Guerre mondiale). |       |
| Cimetière militaire allemand de Lommel          | Lommel                                  | 39 000 soldats allemands y ont été enterrés, principalement de la Seconde Guerre mondiale (relocalisés entre 1946 et 1959), et 542 de la Première Guerre mondiale. |       |
| Fort Loncin                                     | Liege                                   | Beaucoup de morts n'ont jamais été retrouvés. Le fort lui-même est maintenant un cimetière de guerre.                                                              |       |
| Cimetière militaire allemand de Menin           | Hommes                                  | Environ 48 000 soldats allemands tombés au combat pendant la Première Guerre mondiale ont été déplacés ici. Au total, 232 cimetières ont été fermés.               |       |
| Cimetière militaire de St. Symphorien           | Mons                                    | 513 soldats allemands et alliés tombés au combat pendant la Première Guerre mondiale.                                                                              |       |
| Cimetière et mémorial américain des Ardennes    | Neupré, quartier de Neuville-en-Condroz | 5 328 tombes de soldats américains (Seconde Guerre mondiale). |       |
| Cimetière de guerre allemand Vladslo            | Vladslo                                 | 5 644 soldats allemands de la Première Guerre mondiale (relocalisés entre 1956 et 1958).                                                                           |       |
| Sanctuary Wood Cemetery                         | Ypres                                   | Environ 637 tombes de soldats alliés (Première Guerre mondiale).                                                                                                   |       |

### Brésil
| Nom                             | Localité                                                 | Description                                                                                 | Photo |
| ------------------------------- | -------------------------------------------------------- | ------------------------------------------------------------------------------------------- | ----- |
| Cimetière britannique de Gamboa | Rio de Janeiro, district de Gamboa dans la Zone centrale | Huit tombes de soldats britanniques de la Première et quatre de la Seconde Guerre mondiale. |       |

### Bulgarie
| Désignation                                 | localité       | Description | photo |
| ------------------------------------------- | -------------- | --- | ----- |
| Cimetière militaire allemand de Goce Delcev | Gotsé Deltchev | Tombes de 180 soldats allemands la Seconde Guerre mondiale.                                                                                       |       |
| Cimetière militaire de Marino Pole          | Marino Pole    | 353 morts pendant la Seconde Guerre mondiale |       |
| Cimetière militaire de Pétric               | Pétritsch      | A l'intérieur du cimetière de la ville, 111 morts de la Seconde Guerre mondiale et 60 morts de la Première Guerre mondiale                        |       |
| Cimetière militaire de Pleven               | Pleven         | 4 morts de la Seconde Guerre mondiale et 16 morts de la Première Guerre mondiale                                                                  |       |
| Cimetière militaire de Sandanski            | Sandanski      | 35 soldats de la Première Guerre mondiale |       |
| Cimetière militaire allemand de Sofia       | Sofia          | 278 soldats de la Première Guerre mondiale et 64 soldats de la Seconde Guerre mondiale. Plaque pour tous les soldats allemands morts en Bulgarie. |       |
| Cimetière militaire de Varna                | Varna          | 81 soldats de la Seconde Guerre mondiale et plaque commémorative pour l'équipage d'un sous-marin coulé.                                           |       |

### Chili
| Nom                          | Localité | Description                                                 | Photo |
| ---------------------------- | -------- | ----------------------------------------------------------- | ----- |
| Cimetière de La Beneficencia | Arica    | Tombe d'un marin britannique de la Seconde Guerre mondiale. |       |

### les gens de la République de Chine
| Nom                                 | Localité | Description | Photo |
| ----------------------------------- | -------- | --- | ----- |
| Cimetière militaire russe de Dalian | Dalian   | Plus de 20 000 soldats soviétiques russes tués lors de la libération du nord-est de la Chine de l'occupation japonaise. |       |

### République de Chine
| Nom                                           | Localité | Description                      | Photo |
| --------------------------------------------- | -------- | -------------------------------- | ----- |
| Cimetière militaire de la République de Chine | Taipei   | Tombes de 9 236 soldats chinois. |       |

### Danemark
14 900 réfugiés et 10 250 soldats allemands décédés au Danemark ont d'abord été enterrés dans 475 cimetières. Leur droit au repos éternel est garanti par un accord du 3  octobre 1962 entre la République fédérale d'Allemagne et le Royaume du Danemark. Les restes des soldats allemands ont été partiellement déplacés et se trouvent maintenant regroupés dans 35 cimetières.
| Nom                                                                 | Localité                                                                              | Description | Photo |
| ------------------------------------------------------------------- | ------------------------------------------------------------------------------------- | --- | ----- |
| Cimetière militaire d'Esbjerg                                       | Esbjerg, cimetière municipal de Kirkegaard Fourfeld Gravlund                          | Seconde Guerre mondiale ː soldats alliés, soldats allemands et 151 réfugiés                                        |       |
| Cimetière militaire allemand de Copenhague Bispebjerg               | Copenhague, Bispebjerg                                                                | 594 réfugiés et 370 soldats allemands de la Seconde Guerre mondiale.                                               |       |
| Cimetière militaire allemand de Copenhague Ouest (Vestre Kirkegård) | Copenhague, Vestre Kirkegard                                                          | Près de 10 000 réfugiés et soldats allemands de la Seconde Guerre mondiale.                                        |       |
| Cimetière militaire allemand d'Oksbøl                               | Oksbøl (Varde) à 15 kilomètres au nord-ouest d' Esbjerg sur la côte ouest du Danemark | 121 soldats et 1 675 réfugiés morts dans le camp de réfugiés d'Oksbøl pendant et après la Seconde Guerre mondiale. |       |

### Allemagne
En Allemagne, il existe au total 760 000 tombes de morts de guerre provenant uniquement de l'Union soviétique.
Voir :
- Liste des sites de cimetières de guerre en Allemagne
- Cimetières de guerre soviétiques en Allemagne

### Érythrée
| Désignation                              | localité | Description | photo |
| ---------------------------------------- | -------- | --- | ----- |
| Cimetière italien d'Asmara               | Asmara   | Cimetière italien avec une section pour les soldats tombés au combat pendant la Seconde Guerre mondiale                |       |
| Cimetière de guerre britannique d'Asmara | Asmara   | 263 tombes de soldats britanniques de la Seconde Guerre mondiale avec une section pour les soldats musulmans (indiens) |       |
| Cimitero Militare Italiano degli Eroi    | Keren    | Tombes des soldats italiens morts à la bataille de Keren                                                               |       |
| Cimetière militaire de Keren             | Keren    | 406 tombes de soldats alliés morts à la bataille de Keren                                                              |       |

### Estonie
| Désignation                           | localité      | Description | photo |
| ------------------------------------- | ------------- | --- | ----- |
| Cimetière militaire allemand de Narva | Narva (ville) | Cimetière collectif de la ville de Narva en Estonie. Environ 15 000 morts de la Wehrmacht allemande sont enterrés à la fin de la Seconde Guerre mondiale. |       |

### Finlande
Environ 15 000 soldats allemands sont morts en Finlande, certains dans des zones que la Finlande a dû céder à l' Union soviétique lors du traité de paix de 1947. En 1959, les restes de soldats allemands du centre et du sud de la Finlande ont été rassemblés à Helsinki-Honkanummi et ceux de Laponie et d'Oulu à Rovaniemi .

### France
Voir : Liste des cimetières militaires en France, commémorant l'opération Overlord

### Géorgie
| Désignation         | localité   | Description                          | photo |
| ------------------- | ---------- | ------------------------------------ | ----- |
| Cimetière de guerre | Tqibuli    | Tombes de 181 prisonniers de guerre. |       |
| Cimetière de guerre | Jvari Pass | Tombes de prisonniers de guerre.     |       |

### Grèce
| Désignation                                         | localité                                         | Description | photo  |
| --------------------------------------------------- | ------------------------------------------------ | --- | ------ |
| Cimetière militaire allemand de Maleme              | Malème                                           | 4 465 victimes de la bataille aéroportée de Crète (1941) sont enterrées ici. La réinhumation des tombes dispersées a eu lieu en 1960. | </img> |
| Cimetière militaire allemand de Dionyssos-Rapendoza | à l'est de Dionysos, 30 km au nord-est d'Athènes | C'est ici que reposent environ 10 000 soldats allemands. L'installation a été inaugurée en 1975.                                      |        |

### Inde
| Désignation                   | localité                                                                 | Description | photo |
| ----------------------------- | ------------------------------------------------------------------------ | --- | ----- |
| Cimetière de guerre d'Imphal  | Imphal, à 10 km de l'aéroport sur la route Imphal-Dimapur (autoroute 39) | Tombes de 1 600 soldats du Commonwealth (dont 138 sans nom) de la Seconde Guerre mondiale .                                                       |       |
| Cimetière de guerre de Kirkee | Khadki, près de Pune                                                     | 1 668 tombes de soldats du Commonwealth de la Seconde Guerre mondiale. Également 629 tombes anonymes de victimes de la Première Guerre mondiale . |       |

### Indonésie
| Désignation                    | localité                                      | Description                                                                                              | photo |
| ------------------------------ | --------------------------------------------- | --- | ----- |
| Cimetière de guerre d'Ambon    | L'île d'Ambon, dans la baie face à l'aéroport | Plus de 2 000 tombes, pour la plupart australiennes et britanniques, mais aussi néerlandaises et autres. |       |
| Cimetière de guerre de Jakarta | Djakarta                                      | 954 tombes de victimes identifiées de la Seconde Guerre mondiale.                                        |       |

### Irlande
| Désignation                              | localité | Description | photo |
| ---------------------------------------- | -------- | --- | ----- |
| Cimetière de Glasnevin                   | Dublin   | Le plus grand cimetière d'Irlande avec les tombes de 208 soldats des forces britanniques des deux guerres mondiales. |       |
| Cimetière militaire de Grangegorman      | Dublin   | 625 tombes (dont 3 non identifiées) de soldats des deux guerres mondiales.                                           |       |
| Cimetière militaire allemand de Glencree | Glencree | 134 morts des Première et Seconde Guerres mondiales reposent ici                                                     |       |

### Israël
| Désignation                              | localité | Description | photo |
| ---------------------------------------- | -------- | --- | ----- |
| Cimetière militaire allemand de Nazareth | Nazareth | 261 soldats allemands qui ont combattu aux côtés de l'Empire ottoman allié de l'Allemagne pendant la Première Guerre mondiale et qui sont morts sur le front palestinien en Palestine et en Transjordanie reposent dans le cimetière. |       |

### Japon
| Désignation                     | localité                             | Description                                                           | photo |
| ------------------------------- | ------------------------------------ | --------------------------------------------------------------------- | ----- |
| Cimetière de guerre de Yokohama | 9 km à l'ouest du centre de Yokohama | Le cimetière contient 1 555 tombes de soldats alliés du Commonwealth. |       |

### Canada
| Désignation            | localité  | Description                                                                               | photo |
| ---------------------- | --------- | ----------------------------------------------------------------------------------------- | ----- |
| Cimetière de Beechwood | Ottawa    | Cimetière national du Canada. Tombes de soldats dans les sections 19, 27, 29 et 103.      |       |
| Cimetière Notre-Dame   | Ottawa    | Tombes de 40 morts de la Première Guerre mondiale et de 75 de la Seconde Guerre mondiale. |       |
| Cimetière Kitchener    | Kitchener | 187 allemands morts en captivité                                                          |       |

### Croatie
| Désignation                                       | localité | Description                                                     | photo  |
| ------------------------------------------------- | -------- | --------------------------------------------------------------- | ------ |
| Cimetière militaire allemand de Split             | Diviser  | 3 200 morts de la Seconde Guerre mondiale                       |        |
| Cimetière militaire allemand Zagreb Gornje Vrapce | Zagreb   | 674 prisonniers de guerre décédés de la Seconde Guerre mondiale |        |
| Cimetière militaire allemand de Zagreb-Mirogoi    | Zagreb   | 4432 soldats de la Seconde Guerre mondiale                      | </img> |

### Lettonie
| Désignation                            | localité | Description | photo  |
| -------------------------------------- | -------- | --- | ------ |
| Cimetière militaire de Riga-Beberbeki  | Babite   | Cimetière militaire allemand des morts de 1939 à 1945. 6 161 soldats y reposent. Les soldats qui reposent dans la région de Riga et dans les régions centrales et orientales de la Lettonie y seront déplacés. |        |
| Cimetière des Frères                   | Riga     | Les tombes d'environ 2 000 morts datent principalement de la Première Guerre mondiale et de la Guerre d'indépendance de la Lettonie .                                                                          | </img> |
| Cimetière militaire de Labina          | Saldus   | 449 soldats allemands connus et 27 inconnus et 11 soldats russes sont enterrés dans le cimetière. Première Guerre mondiale.                                                                                    |        |
| Cimetière militaire allemand de Saldus | Valka    | 22 900 (en 2021) soldats lettons et allemands morts au combat, prisonniers de guerre décédés et réfugiés de l'ancienne poche de Courlande .                                                                    |        |
| Cimetière militaire de Valka           | Valka    | À Valka se trouve un cimetière militaire allemand avec des soldats tués pendant la Première Guerre mondiale. Selon un panneau dans la rue, il y a aussi des soldats morts entre 1941 et 1944.                  |        |

### Libye
| Désignation                                    | localité               | Description                                                                                            | photo |
| ---------------------------------------------- | ---------------------- | --- | ----- |
| Cimetière de guerre de Benghazi                | près de Benghazi       | |       |
| Cimetière de guerre du Commonwealth de Tobrouk | près de Tobrouk        | 2 282 (dont 171 non identifiés) des soldats alliés morts en Libye sous le commandement de Montgomery . |       |
| Cimetière militaire allemand de Tobrouk        | près de Tobrouk        | 98 % de soldats allemands tués en Libye sous le commandement de Rommel .                               |       |
| Cimetière de guerre de Knightsbridge           | Acroma près de Tobrouk | 3 651 victimes.                                                                                        |       |
| Cimetière de guerre de Tripoli                 | Tripoli                | Tombes de soldats britanniques de la Seconde Guerre mondiale                                           |       |

### Luxembourg
| Désignation                                   | localité        | Description | photo |
| --------------------------------------------- | --------------- | --- | ----- |
| Cimetière militaire allemand de Sandweiler    | Sandweiler      | Le cimetière militaire avec les tombes de 10 913 soldats allemands tombés au combat pendant la Seconde Guerre mondiale et d'un soldat de la Première Guerre mondiale . |       |
| Cimetière et mémorial américain de Luxembourg | Luxembourg-Hamm | Il y a 5 076 tombes sur le site. Outre les soldats américains de la Seconde Guerre mondiale, le général George S. Patton a également été enterré ici.                  |       |

### Maroc
| Désignation                     | localité                                                                                         | Description                                                                 | photo |
| ------------------------------- | ------------------------------------------------------------------------------------------------ | --------------------------------------------------------------------------- | ----- |
| Cimetière européen de Ben M'Sik | 6 km au sud du centre de Casablanca, entre la route de Marrakech et la route appelée Oulad Zianc | Tombes de 38 Soldats du Commonwealth (1er sans nom) et 2 autre nationalité. |       |

### Monténégro
| Désignation                               | localité                                                               | Description                                                              | photo |
| ----------------------------------------- | ---------------------------------------------------------------------- | ------------------------------------------------------------------------ | ----- |
| Cimetière militaire allemand de Podgorica | Podgorica . Sur un site militaire non loin de l'aéroport de Golubovci. | Tombes de 64 soldats allemands morts pendant la Seconde Guerre mondiale. |       |

### Myanmar
| Désignation                         | localité                                   | Description | photo |
| ----------------------------------- | ------------------------------------------ | --- | ----- |
| Cimetière de guerre de Thanbyuzayat | Thanbyuzayat, à 64 km au sud de Moulamiine | 2 995 tombes de prisonniers de guerre du Commonwealth, des Pays-Bas et des États-Unis qui ont été employés par les Japonais pour construire le chemin de fer de la mort . |       |

### Namibie
Il existe plus de 30 grands cimetières de guerre allemands en Namibie qui sont entretenus par la War Graves Commission. Il existe également d'autres cimetières  notamment à Herero et Nama .
| Désignation                                                         | localité                | Description                                                                         | photo |
| ------------------------------------------------------------------- | ----------------------- | ----------------------------------------------------------------------------------- | ----- |
| Cimetière de Grootfontein                                           | Grootfontein            | 4 soldats de la Première Guerre mondiale et 4 soldats de la Seconde Guerre mondiale |       |
| Cimetière de Swakopmund                                             | Swakopmund              |                                                                                     |       |
| Cimetière militaire de Koës                                         | Koés                    | Soulèvement des Herero et des Nama de 1904                                          |       |
| Tombes de guerre allemandes dans le cimetière britannique de Gabaon | Gabaon                  | 6 soldats allemands de la Première Guerre mondiale                                  |       |
| Cimetière militaire près de Seeis                                   |                         |                                                                                     |       |
| Cimetière militaire du Waterberg                                    | Waterberg               | Soulèvement des Herero et des Nama de 1904                                          |       |
| Cimetière de Mooifontaine                                           | près de Helmeringhausen |                                                                                     |       |
| Cimetière de Leutwein                                               | Windhoek                | 31 soldats morts de la Première Guerre mondiale                                     |       |
| Cimetière de Naulila                                                | Outjo                   | 15 soldats morts de la Première Guerre mondiale                                     |       |
| Cimetière missionnaire rhénan d'Okahandja                           | Okahandja               | 82 morts pendant la Première Guerre mondiale                                        |       |

### Nouvelle Calédonie
| Désignation                                        | localité                                 | Description                                         | photo  |
| -------------------------------------------------- | ---------------------------------------- | --------------------------------------------------- | ------ |
| Cimetière de guerre de Bourail en Nouvelle-Zélande | Bourail, Collectivité Nouvelle-Calédonie | 246 (4 sans nom) tombes de soldats du Commonwealth. | </img> |

### Pays-Bas
| Nom                                          | Localité           | Description | Photo |
| -------------------------------------------- | ------------------ | --- | ----- |
| Cimetière de guerre d'Arnhem Oosterbeek      | Renkum -Oosterbeek | Tombes de 1759 victimes alliées, en particulier britanniques, décédées lors de la bataille d'Arnhem en 1944 ou l'année suivante. |       |
| Cimetière militaire allemand d'Ysselsteyn    | Ysselsteyn         | Le seul cimetière militaire allemand aux Pays-Bas avec tous les Allemands qui y sont morts (31 598). |       |
| Cimetière et mémorial américain des Pays-Bas | Margraten          | environ 8800 victimes militaires américaines |       |
| Cimetière de guerre russe Leusden            | Leusden            | 865 soldats de l'armée soviétique, dont la plupart étaient des prisonniers de guerre, des travailleurs forcés ou des membres des légions orientales aux Pays-Bas. |       |
| Cimetière de guerre géorgien Loladse         | Texel              | 476 soldats géorgiens de la Légion géorgienne qui ont tenté de conquérir l'île de Texel vers la fin de la guerre pour attaquer par les associations locales de la Wehrmacht. Le soulèvement a été violemment réprimé. La bataille a duré jusqu'au 20 Mai, plusieurs semaines après la capitulation de la Wehrmacht. |       |

### Corée du nord
| Désignation                          | localité  | Description                                                                  | photo |
| ------------------------------------ | --------- | ---------------------------------------------------------------------------- | ----- |
| Cimetière des Héros Révolutionnaires | Pyongyang | Plus de 100 tombes de combattants contre l'occupation japonaise (1910-1945). |       |

### Norvège
Pendant la Seconde Guerre mondiale, 11 500 soldats allemands ont été enterrés sur le sol norvégien, initialement dans 240 villages. En octobre 1953, il a été décidé de les regrouper en cinq cimetières militaires allemands.
| Nom                                                                                | Localité                                                                                     | Description                                                                | Photo |
| ---------------------------------------------------------------------------------- | -------------------------------------------------------------------------------------------- | -------------------------------------------------------------------------- | ----- |
| Cimetière militaire allemand de Bergen-Solheim                                     | Dans le cimetière municipal de Bergen - Solheim                                              | 1 061 tombes individuelles et 24 morts dans une tombe collective.          |       |
| Cimetière militaire allemand de Botn-Rognan                                        | Deux kilomètres au nord de Rognan sur la E6, dans la baie la plus intérieure du Saltdalfjord | 2 742 tombes de soldats allemands.                                         |       |
| Cimetière militaire allemand d'Oslo-Alfaset                                        | Oslo - Alfaset                                                                               | 96 Allemands de la Première et 3 112 de la Seconde Guerre mondiale.        |       |
| Cimetière militaire allemand de Narvik                                             | À l'intérieur du cimetière municipal de Narvik au-dessus du Rombaksfjord                     | Tombes de 1474 victimes allemandes.                                        |       |
| Cimetière militaire russe de Tjøtta                                                | Tjøtta                                                                                       | 8 000 soldats russes.                                                      |       |
| Cimetière de guerre international de Tjøtta                                        | Tjøtta                                                                                       | Entre autres, les victimes du navire Rigel.                                |       |
| Section des sépultures militaires du Commonwealth au cimetière principal de Tromsø | Tromso                                                                                       | 37 tombes (dont 3 sans nom) de soldats alliés.                             |       |
| Cimetière militaire allemand de Trondheim-Havstein                                 | Trondheim, près de l'église Havstein                                                         | Tombes de 2 992 soldats allemands tués pendant la Seconde Guerre mondiale. |       |

### Autriche
| Nom                                              | Localité                 | Description | Photo |
| ------------------------------------------------ | ------------------------ | --- | ----- |
| Cimetière militaire du Commonwealth à Klagenfurt | Klagenfurt am Wörthersee | Soldats du Commonwealth (Seconde Guerre mondiale) . |       |
| Cimetière militaire de Braunau-Haselbach         | Braunau am Inn           | Environ 1500 victimes de guerre ont été enterrées en 1915-1918. En outre, il y a 56 victimes de la Seconde Guerre mondiale ainsi que des femmes et des hommes de l'Union soviétique décédés dans les années 1941-1945. |       |
| Cimetières militaires à Freistadt                | Freistadt                | |       |
| Cimetière militaire de Jaunitzbachtal            | Freistadt                | |       |
| Cimetière militaire de Pradl                     | innsbruck                | |       |
| Cimetière militaire soviétique de Perg           | Perg                     | 31 soldats soviétiques y sont enterrés, dont au moins 9 soldats soviétiques du camp de concentration d'Ebensee. |       |
| Cimetière militaire de Mauthausen                |                          | |       |
| Cimetière militaire de Neckenmarkt               |                          | |       |
| Cimetière militaire d'Oberwölbling               |                          | |       |

### Papouasie Nouvelle Guinée
| Nom                                 | Localité                      | Description                                                                                     | Photo |
| ----------------------------------- | ----------------------------- | ----------------------------------------------------------------------------------------------- | ----- |
| Cimetière militaire de Port Moresby | 18 km au nord de Port Moresby | 3 824 soldats alliés (699 non identifiés) du Commonwealth qui se sont battus avec les Japonais. |       |

### Pérou
| Nom                             | Localité | Description                      | Photo |
| ------------------------------- | -------- | -------------------------------- | ----- |
| Cimetière britannique de Callao | Callao   | Le cimetière existe depuis 1834. |       |

### Pologne
| Nom                                                        | Localité           | Description | Photo |
| ---------------------------------------------------------- | ------------------ | --- | ----- |
| Cimetière-mausolée des combattants soviétiques de Varsovie | Varsovie           | Le cimetière existe depuis 1946. 21.668 officiers et soldats soviétiques y sont enterrés, morts au cours des combats de 1944 et 1945.                     |       |
| Cimetière de Orzysz                                        | Orzysz             | Soldats russes et allemands morts lors des combats des 7 et 8 septembre 1914.                                                                             |       |
| Cimetière de Węgorzewo                                     | Węgorzewo          | 344 soldas allemands et 234 soldats russes morts lors de la Seconde bataille des lacs de Mazurie ou lors d'autres combats de la Première Guerre mondiale. |       |
| Cimetière militaire soviétique de Węgorzewo                | Węgorzewo          | Seconde Guerre mondiale. |       |
| Cimetière militaire italien de Wrocław                     | Wrocław '          | Soldats italiens morts lors de la Bataille de Caporetto (Première guerre mondiale).                                                                       |       |
| Cimetière militaire français de Bydgoszcz                  | Bydgoszcz          | Soldats français de la Guerre franco-allemande de 1870 morts en captivité.                                                                                |       |
| Ciöetière de Lahna                                         | Łyna (Lahna)       | 56 soldats de l'armée allemande et 89 de l'armée russe – Bataille de Tannenberg (1914).                                                                   |       |
| Lidzbark Warmiński War Cemetery                            | Lidzbark Warmiński | 2 800 prisonniers de guerre de la Première guerre mondiale, la plupart étaient soviétiques, un petit nombre britanniques.                                 |       |
| Malbork Commonwealth War Cemetery                          | Talusy             | 245 tombes de soldats britanniques. |       |
| Cimetière d'Orlau                                          | Orłowo             | 329 soldats allemands (dont 57 inconnus) et 1 101 soldats russes morts lors des combats près de Tannenberg (1914).                                        |       |
| Soldatenfriedhof Thalussen                                 | Talusy (Thalussen) | 79 soldats allemands et 278 soldats russes morts lors des combats hivernau en Mazurie le 14 février.                                                      |       |
| Cimetière de la Première armée polonaise                   | Stare Łysogórki    | Environ 2000 soldats polonais morts en 1945 lors des combats pour le franchissement de l'Oder.                                                            |       |
| Cimetière de Waplitz                                       | Waplewo            | 433 soldats allemands et 203 soldats russes morts lors des combats de Waplitz le 38 août 1914 (Bataille de Tannenberg (1914).                             |       |
| Italienischer Militärfriedhof Warschau                     | Warschau           | Gräber von 898 italienischen Soldaten beider Weltkriege.                                                                                                  |       |

Selon les contrats signés en 1989, dix cimetières centraux existent en Pologne.
| Désignation                                                          | localité                                             | Description | photo  |
| -------------------------------------------------------------------- | ---------------------------------------------------- | --- | ------ |
| Cimetière militaire de Stare Czarnowo                                | Glinna (Glien) près de Stare Czarnowo (Neumark)      | 20 000 morts de guerre allemands dans la région. Dans un cimetière séparé , 2 116 victimes civiles de l'ancien Marienburg en Prusse occidentale . Inauguration 2006. | </img> |
| Cimetière militaire allemand de Bartossen (Bartosze)                 | Bartosze près d'Elk (Lyck)                           | 13 824 morts de guerre en Prusse orientale, inauguration en 2003. | </img> |
| Cimetière militaire de Dantzig                                       | Gdańsk                                               | Soldats tombés des guerres mondiales et précédentes, mémorial pour les tombes civiles démantelées, inauguration en 2003.                                             |        |
| Cimetière militaire de Poznan                                        | Poznań-Miłostowo (Poznan)                            | 14 645 morts de guerre allemands (en 2011), inauguration en 1994. |        |
| Cimetière militaire de Nadolice Wielkie                              | Nadolice Wielkie                                     | 12 500 morts de guerre dans la région de Wrocław . Inauguration du parc pokoju (Parc de la Paix) en 2002.                                                            |        |
| Cimetière militaire de Siemianowice                                  | Siemianowice Śląskie (Refuge Laura) près de Katowice | 31 000 morts de guerre allemands (en 2011), inauguration en 1998. |        |
| Cimetière militaire de Przemyśl                                      | Przemysl                                             | 5 000 morts de guerre allemands (en 2011), inauguration en 1992. |        |
| Cimetière militaire de Puławy                                        | Góra Pulawska près de Pulawy                         | 20 981 morts de guerre allemands, inauguration en 2000. |        |
| Cimetière militaire allemand au cimetière municipal de Varsovie Nord | Varsovie (ul. Wóycickiego)                           | 340 morts, inauguration en 1991. |        |

(de)

### Russie
| Nom                                                      | Localité                                                                          | Description | Photo |
| -------------------------------------------------------- | --------------------------------------------------------------------------------- | --- | ----- |
| Cimetière militaire allemand Baltiysk                    | Baltiysk                                                                          | Environ 20 000 victimes allemandes de la Seconde Guerre mondiale . |       |
| Cimetière militaire allemand d'Insterburg                | Tcherniakhovsk                                                                    | Environ 9 000 victimes allemandes de la Première et de la Seconde Guerre mondiale . Cimetière de collecte des Allemands tombés dans la partie orientale de la Prusse orientale.                                                     |       |
| Cimetière militaire allemand de Sologubowka              | 70 kilomètres de Saint-Pétersbourg à Sologubowka (district de Lezje)              | Cimetière de collecte pour jusqu'à 80 000 soldats allemands tombés au combat pendant la Seconde Guerre mondiale. |       |
| Cimetière militaire allemand Duchowschtschina            | Doukhovchtchina à 60 kilomètres à l'est de Smolensk .                             | Cimetière de collecte pour les victimes de guerre allemandes de la Seconde Guerre mondiale dans la section centrale du front de l'Est avec une capacité de 70 000 tombes.                                                           |       |
| Cimetière militaire russe de Duchovschtschina            | Doukhovchtchina                                                                   | |       |
| Cimetière militaire de Kaliningrad - Cimetière collectif | Kaliningrad                                                                       | 4 000 à 5 000 victimes de bombes et prisonniers de guerre étrangers de la Seconde Guerre mondiale reposent ici. Après 2001, 11 700 morts de guerre dans la zone urbaine de Kaliningrad et ses environs ont également été enterrées. |       |
| Cimetière militaire allemand de Korpowo                  |                                                                                   | |       |
| Cimetière militaire allemand de Koursk-Besedino          | à l'est de Koursk                                                                 | 37 000 (2009) victimes de guerre allemandes des combats dans l'arc de Koursk. |       |
| Cimetière militaire allemand Rossoschka                  | 37 kilomètres au nord-ouest du centre-ville de Volgograd sur la rivière Rossoshka | Cimetière collectif des morts dans la région de Volgograd à Rostov-sur-le-Don et entre la Volga et le Don. |       |
| Cimetière militaire russe de Rossoschka                  | 37 kilomètres au nord-ouest du centre-ville de Volgograd sur la rivière Rossoshka | Le cimetière a été créé pour 3 000 victimes soviétiques avec le soutien du Volksbund Deutsche Wargräberfürsorge. |       |
| Cimetière militaire allemand de Rjev                     | Sur la route P87 à l'entrée de Rjev (cours supérieur de la Volga).                | Cimetière pour (2014) 26 000 soldats allemands morts pendant la Seconde Guerre mondiale. |       |
| Cimetière militaire allemand de Sebesh                   | 100 kilomètres au sud de Pskov                                                    | Cimetière pour (2012) 30 000 soldats allemands décédés pendant la Seconde Guerre mondiale. |       |
| Cimetière naval russe de Churkin                         | Vladivostok                                                                       | 14 tombes de soldats britanniques et canadiens. |       |

### Suède
| Nom                                         | Localité                                      | Description | Photo |
| ------------------------------------------- | --------------------------------------------- | --- | ----- |
| Pålsjö krigskyrkogård                       | Helsingborg, dans le Pålsjö kyrkogård         | Tombes de victimes de différentes nationalités : 93 allemands, 36 britanniques, 9 canadiens, 2 australiens. Pierre commémorative pour les victimes polonaises des camps de concentration. |       |
| Mémorial de Kviberg                         | Au cimetière Kvibergs kyrkogård, Göteborg     | Victimes allemandes de la Première et de la Seconde Guerre mondiale. Equipage du sous-marin allemand U 843 coulé le 9 avril 1945 .                                                        |       |
| Monument aux morts d'Östergarn              | Dans le cimetière d'Östergarn, Gotland Island | Victimes allemandes de la Première Guerre mondiale. |       |
|                                             | Haparanda                                     | Victimes allemandes de la Première Guerre mondiale. |       |
|                                             | Öckero près de Göteborg                       | Victimes allemandes de la Première et de la Seconde Guerre mondiale. |       |
| Cimetière militaire allemand de Stensholmen | Stensholmen près de Fjällbacka                | Douze victimes allemandes de la Première Guerre mondiale reposent sur l'archipel de Stensholmen; Johann Kinau (Gorch Fock) est l' une des six victimes de la bataille du Skagerrak .      |       |
|                                             | Stenkyra                                      | Une victime de la Première Guerre mondiale et sept de la Seconde Guerre mondiale, toutes allemandes.                                                                                      |       |
| Cimetière municipal de Trelleborg           | Trelleborg                                    | Dix victimes de la Première Guerre mondiale et 103 de la Seconde Guerre mondiale, toutes allemandes.                                                                                      |       |

| Désignation                                 | localité | Description | photo |
| ------------------------------------------- | -------- | --- | ----- |
| Cimetière militaire allemand de Banovo Brdo | Belgrade | Environ 2 600 soldats tombés au combat pendant la Première Guerre mondiale et environ 2 000 soldats tombés au combat pendant la période 1941-1944 de la Seconde Guerre mondiale reposent dans le cimetière militaire situé au sud-ouest de Belgrade. |       |

### Slovaquie
| Nom                            | Localité             | Description                                                                                    | Photo |
| ------------------------------ | -------------------- | ---------------------------------------------------------------------------------------------- | ----- |
| Cimetière militaire de Kopčany | Kopčany              | Construit en 1916 près de l'hôpital militaire pour les soldats de l'armée impériale et royale. |       |
| Ružinovský cintorín            | Ružinov (Bratislava) | Environ 960 soldats allemands morts près de Bratislava à la fin de la Seconde Guerre mondiale. |       |
| Cimetière de guerre de Slavín  | Bratislava           | Il y a 6 845 soldats soviétiques dans le cimetière, et à côté se trouve un grand cénotaphe.    |       |

### Slovénie
| Nom                                    | Localité                                 | Description                                                                 | Photo |
| -------------------------------------- | ---------------------------------------- | --------------------------------------------------------------------------- | ----- |
| Cimetière militaire allemand de Tolmin | Près de la ville de Tolmin sur l' Isonzo | 946 soldats allemands des batailles de l'Isonzo (Première Guerre mondiale). |       |

### Espagne
| Nom                                    | Localité | Description | Photo |
| -------------------------------------- | --- | --- | ----- |
| Cimetière militaire de Cuacos de Yuste | A mi-chemin entre le village de Cuacos de Yuste et le monastère de San Jerómino de Yuste dans la province de Cáceres (Estrémadure ) sur le flanc sud de la Sierra de Gredos | Victimes allemandes de la Première Guerre mondiale et de la Seconde Guerre mondiale : 26 soldats et marins du sous-marin U39 de la Première Guerre mondiale et 154 sous-mariniers ou d'autres navires de guerre allemands ainsi que des membres d'équipage d'avions qui se sont écrasés sur l'Espagne. |       |

### Îles Spratleys
| Nom                            | Localité | Description | Photo |
| ------------------------------ | -------- | ----------- | ----- |
| Cimetière de guerre du Vietnam |          |             |       |

### Afrique du Sud
| Nom                         | Localité         | Description                                                                                        | Photo |
| --------------------------- | ---------------- | -------------------------------------------------------------------------------------------------- | ----- |
| Cimetière du Cap (Maitland) | Le Cap -Maitland | 964 tombes de membres du Commonwealth, dont 436 de la Première Guerre mondiale, 528 de la Seconde. |       |

### Corée du sud
| Nom                                      | Localité | Description                                                                                          | Photo |
| ---------------------------------------- | -------- | --- | ----- |
| Cimetière commémoratif des Nations Unies | Busan    | Le seul cimetière des Nations Unies au monde. 2 300 victimes de la guerre de Corée y sont enterrées. |       |

### République tchèque
| Nom                                      | Localité          | Description                                                                 | Photo |
| ---------------------------------------- | ----------------- | --------------------------------------------------------------------------- | ----- |
| Cimetière municipal de Valašské Meziříčí | Valašské Meziříčí | 3 100 victimes de guerre de la Seconde Guerre mondiale en Moravie du nord . |       |

### Tunisie
| Nom                                         | Localité    | Description                                             | Photo |
| ------------------------------------------- | ----------- | ------------------------------------------------------- | ----- |
| Cimetière militaire allemand de Borj Cédria | Borj Cédria | 8 562 soldats allemands de la Seconde Guerre mondiale.  |       |
| Cimetière américain d'Afrique du Nord       | Tunis       | 2 841 soldats américains de la Seconde Guerre mondiale. |       |

### Turquie
| Nom                                   | Localité               | Description                                            | Photo |
| ------------------------------------- | ---------------------- | ------------------------------------------------------ | ----- |
| Cimetières militaires turcs et alliés | Péninsule de Gallipoli | Plus de 100 000 tués dans les batailles de Gallipoli . |       |

### Royaume-Uni
| Désignation                                   | localité                                      | Description | photo |
| --------------------------------------------- | --------------------------------------------- | --- | ----- |
| Nouveau cimetière paroissial de Bowmore       | Bowmore                                       | 65 victimes britanniques des deux guerres mondiales, 3 Étrangers et 2 Civils.                                    |       |
| Cimetière militaire argentin                  | Darwin, Îles Falkland                         | Victimes argentines de la guerre des Malouines .                                                                 |       |
| Cimetière militaire argentin                  | East Falkland, à l'ouest de Darwin            | 412 tombes de soldats argentins (dont 112 inconnus) de la guerre des Malouines de 1982.                          |       |
| Cimetière militaire allemand de Cannock Chase | Staffordshire dans les Midlands d' Angleterre | Cimetière collectif pour 2 143 morts de la Première Guerre mondiale et 2 797 morts de la Seconde Guerre mondiale |       |

Voir aussi Cimetière national des États-Unis .
| Désignation                                  | localité                                  | Description                                                                                                | photo |
| -------------------------------------------- | ----------------------------------------- | --- | ----- |
| Cimetière national d'Arlington               | Comté d'Arlington, Virginie               | Le cimetière a été fondé en 1864. 260 000 morts y ont été enterrés.                                        |       |
| Cimetière national du Golden Gate            | Saint-Bruno, 20 km au sud de San François | 137 435 tombes d'Américains tombés au combat (2005).                                                       |       |
| Cimetière national de Fredericksburg         | Fredericksburg, Virginie                  | Environ 3 300 victimes de la Guerre de Sécession du côté de l'armée des États confédérés y sont enterrées. |       |
| Cimetière commémoratif national du Pacifique | Honolulu, 2177, promenade Puowaina        | Ce sont principalement les victimes américaines de la guerre du Pacifique qui sont enterrées ici.          |       |

- Oorlogsgravenstichting (Niederländische Kriegsgräberstätten in der Welt) (niederländisch)
- Verzeichnis des Volksbunds: Kriegsgräberstätten nach Namen